# Melinda indica
Melinda indica este o specie de muște din genul Melinda, familia Calliphoridae, descrisă de Hiromu Kurahashi în anul 1970. Conform Catalogue of Life specia Melinda indica nu are subspecii cunoscute.